# Paul Lion
Paul Lion (25 gennaio 2001) è un giocatore di football americano tedesco che gioca come wide receiver per i Saarland Hurricanes.